# Princess Maria
Moby Dada (ранее Princess Maria, Finlandia и Queen of Scandinavia) — бывший круизный паром компании St. Peter Line, который с 21 апреля 2010 года совершал регулярные рейсы по маршруту Санкт-Петербург-Хельсинки-Санкт-Петербург. 31 марта 2011 года на линию Санкт-Петербург — Хельсинки — Стокгольм — Таллин — Санкт-Петербург вышел второй паром компании St. Peter Line — SPL Princess Anastasia. Для иностранных пассажиров обоих паромов впервые стало возможным посещение России без визы сроком на 72 часа.
Имя паром получил в честь великой княжны — Марии Николаевны (1899—1918), третьей из четырёх дочерей императора Николая II.
Судном-близнецом является Silvia Regina.

## История
Паром Princess Maria, первоначально Finlandia, был построен в 1981 году компанией Wärtsilä на верфи Перно в Турку, Финляндия для компании Silja Line. С апреля 1981 г. паром начал совершать регулярные рейсы на линии Хельсинки — Стокгольм.
Finlandia был первым большим современным паромом, построенным для Silja Line. В то время он был также крупнейшим в мире с точки зрения вместимости, количества кроватей и объёма.
Finlandia был первоначально построен «толстым», для приёма на борт максимального количества автомобилей, но это сделало судно крайне тяжёлым в управлении, особенно в зимний период. Поэтому в январе 1982 г. после восьми месяцев службы Finlandia была отправлена в родительские доки на верфи Перно в Турку для придания судну более изящных форм. После реконструкции на судне были построены дополнительные каюты и выполнен ремонт ресторанов. Интерьеры парома Finlandia были сильно перестроены в Хельсинки на верфи компании Wärtsilä в 1985 году.
В сентябре 1988 года Finlandia была продана компании Suomen Yritysrahoitus, но при этом ещё на полтора года осталась на маршруте, так как паром был отдан «обратно» в аренду компании Effoa (входящей в состав Silja Line). В декабре 1989 года паром был продан компании DFDS Seaways. 6 мая 1990 года Finlandia совершила последний рейс в Стокгольм, была заменена паромом Silja Serenade и отправилась на верфь Cityvarvet в Гётеборг. Пять дней спустя она получила новое название Queen of Scandinavia. В июне 1990 года она начала службу в компании DFDS Seaways на линии Копенгаген — Хельсингборг — Осло.
В январе-апреле 2000 года Queen of Scandinavia была перестроена на верфи в Гдыне, Польша.
В июне 2001 года Queen of Scandinavia была переведена на маршрут Ньюкасл — Эймейден.
В мае 2007 года Queen of Scandinavia поменяла маршрут на Ньюкасл — Ставангер — Берген — Хаугезунд.
В феврале 2009 года паром Queen of Scandinavia был зафрахтован и переехал в гавань Оскарсхамн в Швеции для использования в качестве жилых помещений для работников.
С декабря 2009 года судно было зафрахтовано датской полицией и размещено в Копенгагене.
В 2010 году паром приобрела компания St. Peter Line для использования на новой линии Хельсинки — Санкт-Петербург с началом навигации в апреле 2010. Отныне судно именуется Princess Maria. 10 апреля 2010 года на пароме был спущен  датский и поднят  мальтийский флаг. 21 апреля 2010 года паром совершил свой первый презентационный рейс в Хельсинки, а двумя днями позже и первый регулярный. 1 и 15 августа 2010 года судно совершило круизы по маршруту Санкт-Петербург — Хельсинки — Стокгольм — Таллин — Санкт-Петербург, в ходе которых 4 августа 2010 года, находясь в круизном плавании, Princess Maria совершила свой первый заход в Таллин под мальтийским флагом.
Особенностью круизов на пароме Princess Maria, как и вообще на паромах компании St. Peter Line, является запрет для пассажиров проносить на борт продукты питания и спиртные напитки, а также пользоваться электронагревательными приборами. Ни одна другая паромная компания Европы подобных требований к своим пассажирам не предъявляет.
С февраля 2012 года паромы St.Peterline швартуются в Западном терминале (Länsiterminaali) Хельсинки, где специально для них была оборудована зона пограничного контроля. Кроме того, оператор перешёл на новый принцип формирования расписания по скользящему графику без привязки к дням недели. Из Санкт-Петербурга паром отправляется через день. С 20 февраля 2012 года заходы в Таллин отменены. С ноября 2016 года судно сменило название на Moby Dada, порт приписки и владельцa.
судно прибыло в Алиагу, Турция, в июне 2025 года.

## Фотографии парома

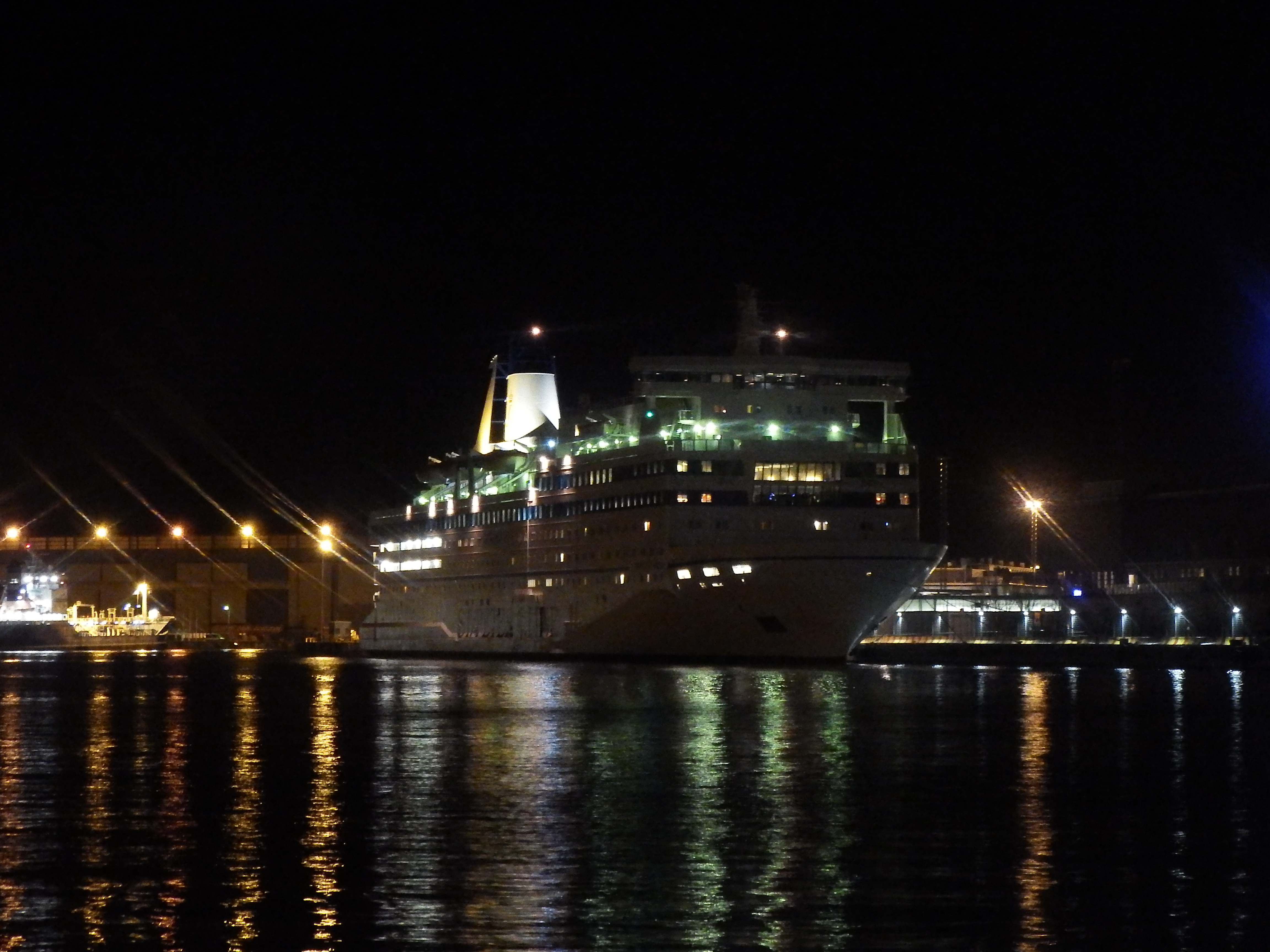
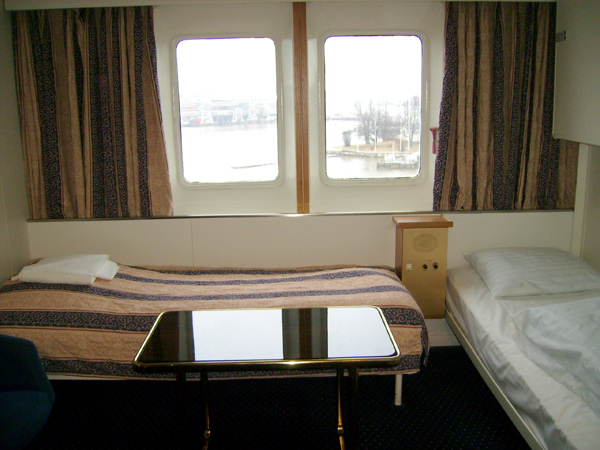
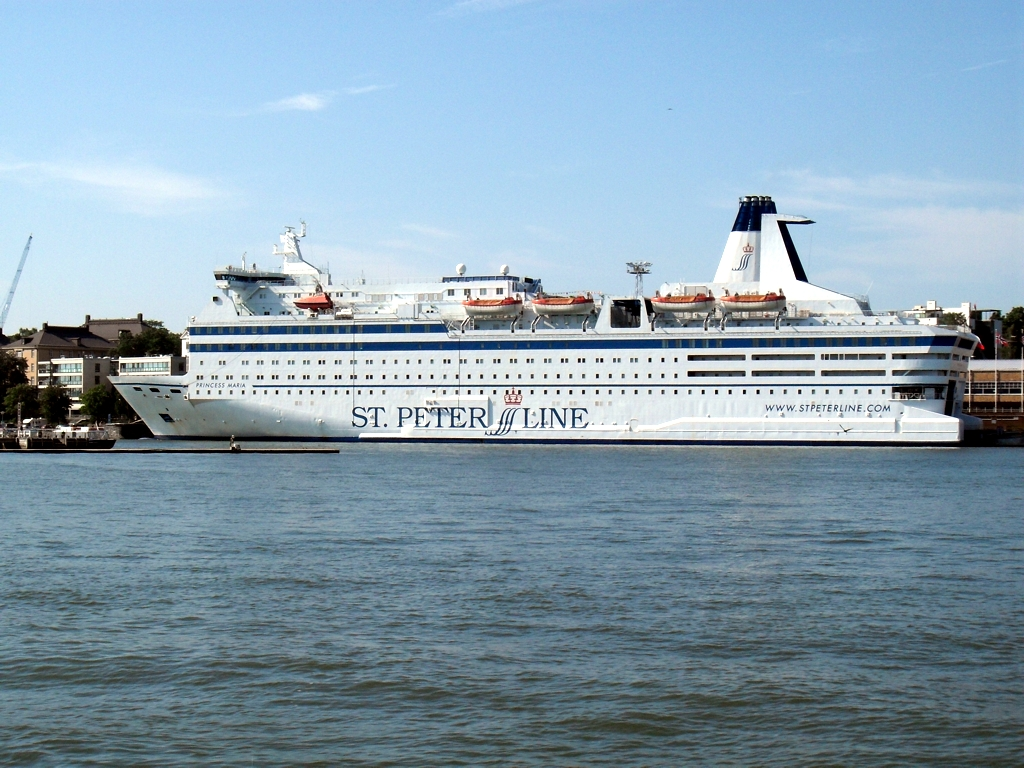
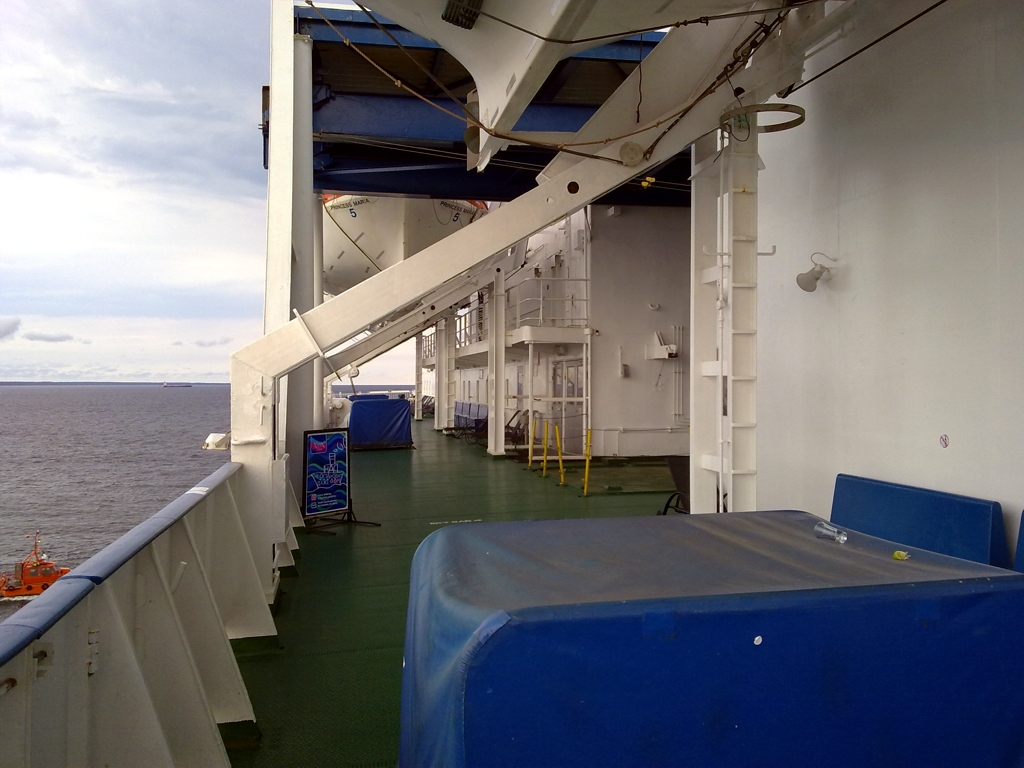
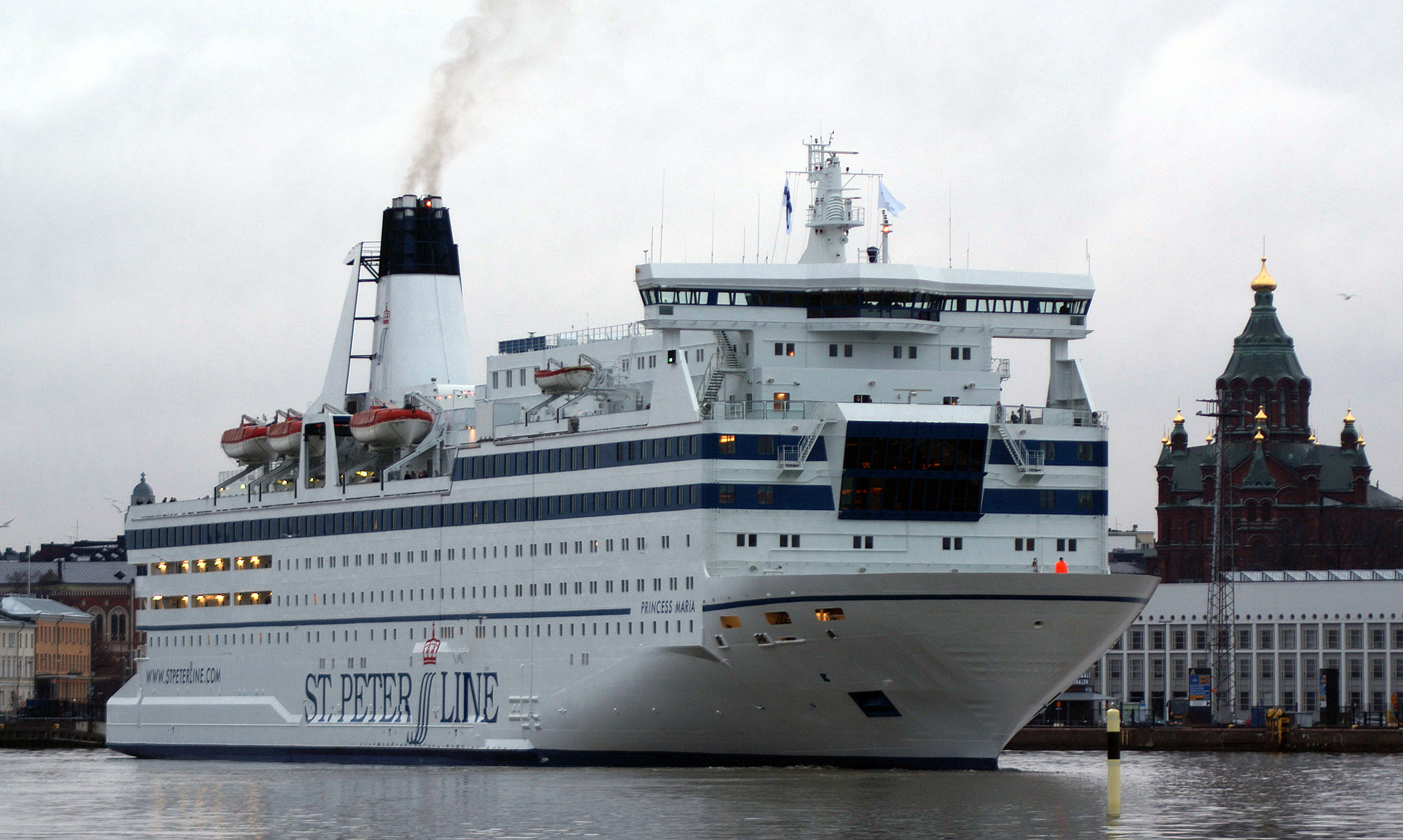
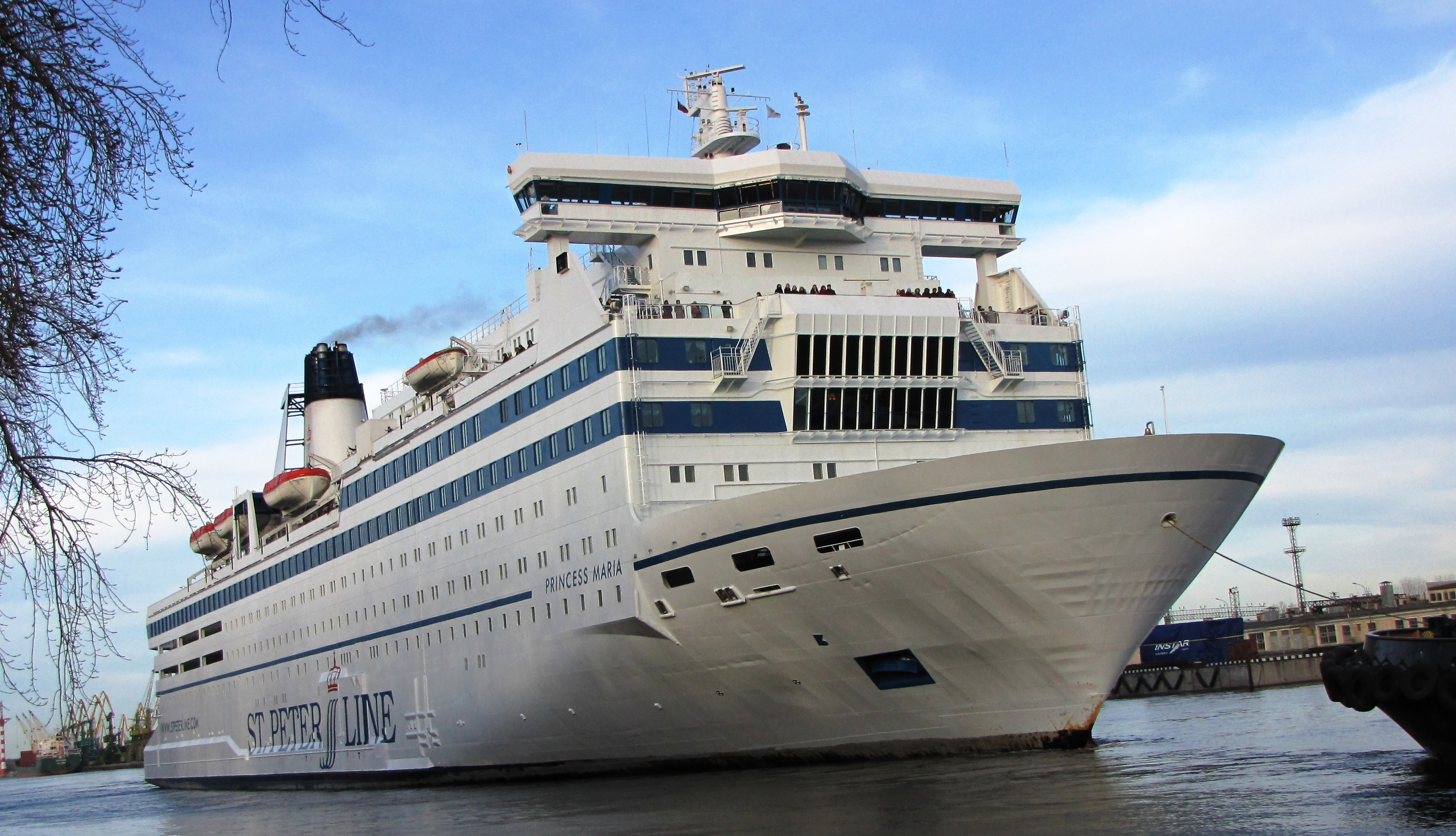

## Схема парома
Схема парома Принцесса Мария / Princess Maria